# وارطان تیگرانیان
وارطان آرمنی تیگرانیان (ارمنی: Վարդան Արմենի Տիգրանյան؛ زاده ۲۱ دسامبر ۱۹۰۶ - درگذشته ۷ اوت ۱۹۷۴) آهنگساز اهل ارمنستان بود.

## زندگی‌نامه
وی در ۲۱ دسامبر ۱۹۰۶ در آلکساندراپول در به دنیا آمد و از کنسرواتوار دولتی کومیتاس ایروان (۱۹۳۲) و کنسرواتوار سن پترزبورگ (۱۹۴۱) فارغ‌التحصیل گشت. وی همچنین برنده جوایزی همچون چهره هنری شایسته ارمنستان شوروی شد. وی در ۷ اوت ۱۹۷۴ در سن ۶۷ سالگی در ایروان درگذشت.

## نگارخانه

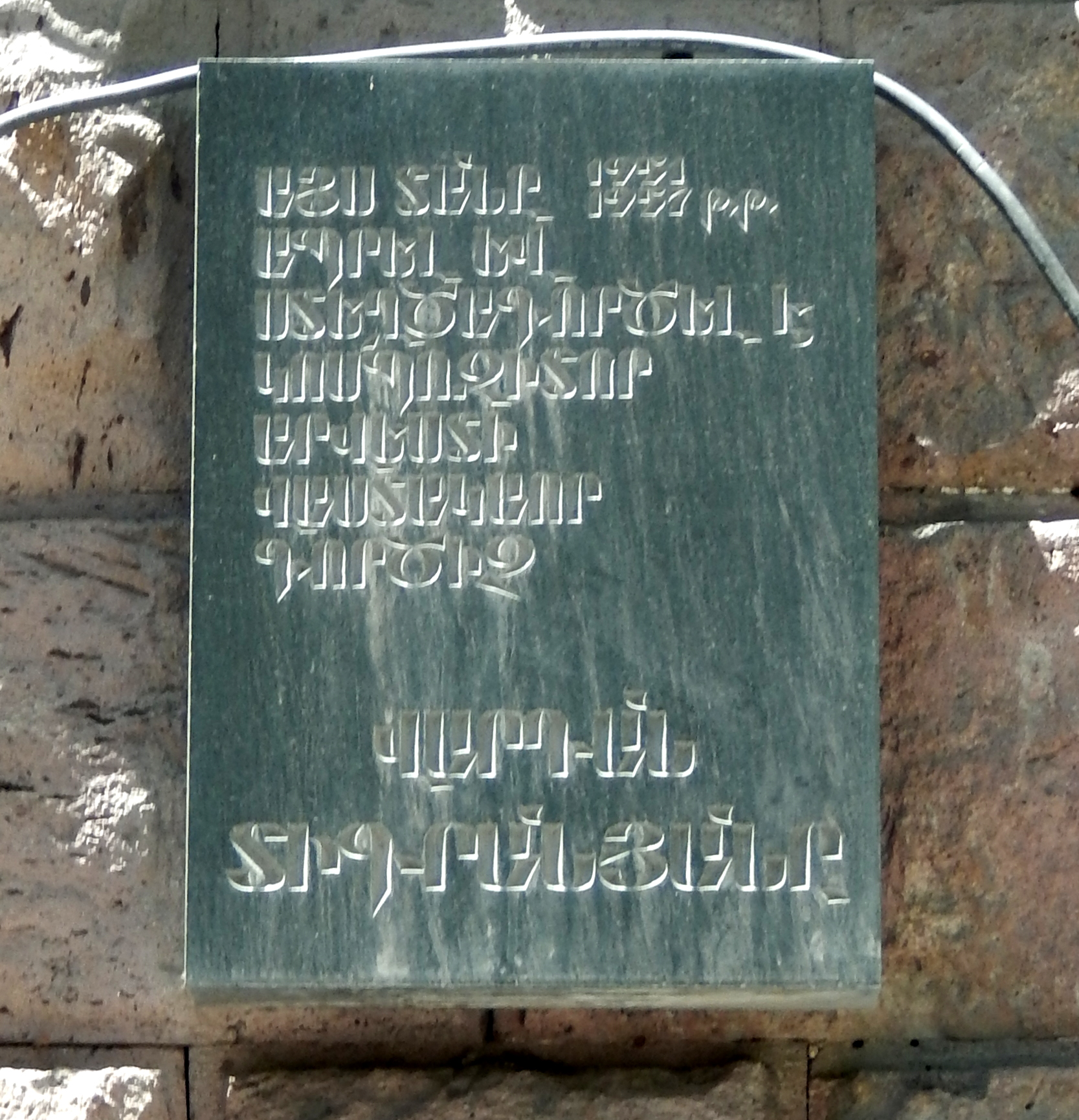